# Copa de Competencia Adolfo Bullrich 1906
La Copa de Competencia 1906 (también llamada Copa Competencia "Adolfo Bullrich" 1906) fue la cuarta edición de esta competición oficial y de carácter nacional, organizada por la Argentine Football Association.
La copa que estaba en juego fue donada por el intendente de la Municipalidad de Buenos Aires, Adolfo Bullrich, y por eso llevó su nombre. 
La competencia consagró campeón por primera vez a Porteño, al vencer por 4 a 1 en la final a su segundo equipo.

## Equipos participantes
En cursiva los equipos debutantes.
| Equipo              | Ciudad          |
| ------------------- | --------------- |
| Alumni II           | Buenos Aires    |
| Barracas II         | Buenos Aires    |
| Belgrano III        | Buenos Aires    |
| Belgrano IV         | Buenos Aires    |
| Porteño             | Buenos Aires    |
| Porteño II          | Buenos Aires    |
| Estudiantes II      | Buenos Aires    |
| Estudiantil Porteño | Buenos Aires    |
| Flores              | Buenos Aires    |
| Lanús United        | Lanús           |
| Quilmes II          | Quilmes         |
| Racing Club         | Avellaneda      |
| River Plate         | Buenos Aires    |
| Royal               | Quilmes         |
| Saint Georges       | Quilmes         |
| San Isidro II       | San Isidro      |
| San Martín II       | San Martín      |
| Villa Ballester     | Villa Ballester |

## Fase previa
| 13 de mayo | Flores | 1:9 | Alumni II                          | Cancha de Flores, Buenos Aires |  |
|            |        |     | Brown · Fernández · Horton · Weiss |                                |  |

## Fase final
En cada cruce se muestra el resultado global.
|  | Octavos de final    | Octavos de final |                 |                 | Cuartos de final | Cuartos de final |  |            | Semifinales | Semifinales |  |         | Final | Final |  |
|  |                     |                  |                 |                 |                  |                  |  |            |             |             |  |         |       |       |  |
|  |                     |                  |                 |                 |                  |                  |  |            |             |             |  |         |       |       |  |
|  | San Martín II       | 2                |                 |                 |                  |                  |  |            |             |             |  |         |       |       |  |
|  | San Martín II       | 2                |                 |                 |                  |                  |  |            |             |             |  |         |       |       |  |
|  | Porteño             | 6                |                 |                 |                  |                  |  |            |             |             |  |         |       |       |  |
|  | Porteño             | 6                |                 | Porteño         | 3                |                  |  |            |             |             |  |         |       |       |  |
|  |                     |                  |                 | Porteño         | 3                |                  |  |            |             |             |  |         |       |       |  |
|  |                     |                  | Estudiantes II  | 2               |                  |                  |  |            |             |             |  |         |       |       |  |
|  | Estudiantes II      | 3                | Estudiantes II  | 2               |                  |                  |  |            |             |             |  |         |       |       |  |
|  | Estudiantes II      | 3                |                 |                 |                  |                  |  |            |             |             |  |         |       |       |  |
|  | Quilmes II          | 0                |                 |                 |                  |                  |  |            |             |             |  |         |       |       |  |
|  | Quilmes II          | 0                |                 |                 |                  |                  |  | Porteño    | 2           |             |  |         |       |       |  |
|  |                     |                  |                 |                 |                  |                  |  | Porteño    | 2           |             |  |         |       |       |  |
|  |                     |                  | San Isidro II   | 1               |                  |                  |  |            |             |             |  |         |       |       |  |
|  | San Isidro II       | 9                | San Isidro II   | 1               |                  |                  |  |            |             |             |  |         |       |       |  |
|  | San Isidro II       | 9                |                 |                 |                  |                  |  |            |             |             |  |         |       |       |  |
|  | River Plate         | 1                |                 |                 |                  |                  |  |            |             |             |  |         |       |       |  |
|  | River Plate         | 1                |                 | San Isidro II   | 5                |                  |  |            |             |             |  |         |       |       |  |
|  |                     |                  |                 | San Isidro II   | 5                |                  |  |            |             |             |  |         |       |       |  |
|  |                     |                  | Alumni II       | 3               |                  |                  |  |            |             |             |  |         |       |       |  |
|  | Alumni II           | 2                | Alumni II       | 3               |                  |                  |  |            |             |             |  |         |       |       |  |
|  | Alumni II           | 2                |                 |                 |                  |                  |  |            |             |             |  |         |       |       |  |
|  | Belgrano II         | 1                |                 |                 |                  |                  |  |            |             |             |  |         |       |       |  |
|  | Belgrano II         | 1                |                 |                 |                  |                  |  |            |             |             |  | Porteño | 4     |       |  |
|  |                     |                  |                 |                 |                  |                  |  |            |             |             |  | Porteño | 4     |       |  |
|  |                     |                  | Porteño II      | 1               |                  |                  |  |            |             |             |  |         |       |       |  |
|  | Lanús United        | 0                | Porteño II      | 1               |                  |                  |  |            |             |             |  |         |       |       |  |
|  | Lanús United        | 0                |                 |                 |                  |                  |  |            |             |             |  |         |       |       |  |
|  | Barracas II         | 1                |                 |                 |                  |                  |  |            |             |             |  |         |       |       |  |
|  | Barracas II         | 1                |                 | Barracas II     | 3                |                  |  |            |             |             |  |         |       |       |  |
|  |                     |                  |                 | Barracas II     | 3                |                  |  |            |             |             |  |         |       |       |  |
|  |                     |                  | Porteño II      | 8               |                  |                  |  |            |             |             |  |         |       |       |  |
|  | Porteño II          | 8                | Porteño II      | 8               |                  |                  |  |            |             |             |  |         |       |       |  |
|  | Porteño II          | 8                |                 |                 |                  |                  |  |            |             |             |  |         |       |       |  |
|  | Estudiantil Porteño | 2                |                 |                 |                  |                  |  |            |             |             |  |         |       |       |  |
|  | Estudiantil Porteño | 2                |                 |                 |                  |                  |  | Porteño II | 3           |             |  |         |       |       |  |
|  |                     |                  |                 |                 |                  |                  |  | Porteño II | 3           |             |  |         |       |       |  |
|  |                     |                  | Villa Ballester | 1               |                  |                  |  |            |             |             |  |         |       |       |  |
|  | Villa Ballester     | 3                | Villa Ballester | 1               |                  |                  |  |            |             |             |  |         |       |       |  |
|  | Villa Ballester     | 3                |                 |                 |                  |                  |  |            |             |             |  |         |       |       |  |
|  | Belgrano III        | 2                |                 |                 |                  |                  |  |            |             |             |  |         |       |       |  |
|  | Belgrano III        | 2                |                 | Villa Ballester | 4                |                  |  |            |             |             |  |         |       |       |  |
|  |                     |                  |                 | Villa Ballester | 4                |                  |  |            |             |             |  |         |       |       |  |
|  |                     |                  | Racing Club     | 1               |                  |                  |  |            |             |             |  |         |       |       |  |
|  | Saint Georges       | 0                | Racing Club     | 1               |                  |                  |  |            |             |             |  |         |       |       |  |
|  | Saint Georges       | 0                |                 |                 |                  |                  |  |            |             |             |  |         |       |       |  |
|  | Racing Club         | 5                |                 |                 |                  |                  |  |            |             |             |  |         |       |       |  |
|  | Racing Club         | 5                |                 |                 |                  |                  |  |            |             |             |  |         |       |       |  |
|  |                     |                  |                 |                 |                  |                  |  |            |             |             |  |         |       |       |  |

### Octavos de final
|  |  | vs. |

|  |  | vs. |

|  |  | vs. |

|  |  | vs. |

|  |  | vs. |

|  |  | vs. |

|  |  | vs. |

|  |  | vs. |

### Cuartos de final
|  |  | vs. |

|  |  | vs. |

|  |  | vs. |

|  |  | vs. |

### Semifinales
| 5 de agosto | Porteño            | 2:1 | San Isidro II |  |  |
|             | Mac Gaan · Balerdi |     | Jones         |  |  |

| 12 de agosto | Porteño II             | 3:1 | Villa Ballester | Cancha de Quilmes, Quilmes |  |
|              | Viboud (pen.) · Videla |     | Barbieri        |                            |  |

### Final
| 8 de septiembre | Porteño                               | 4:1 | Porteño II | Cancha de Porteño, Buenos Aires |  |
|                 | Pertino · Viboud (a.g.) · Gaham · Ham |     | Roth       |                                 |  |

|                             |
|                             |
| Campeón Porteño 1.er título |